# Валютний паритет
Золотий паритет — співвідношення валют різних країн, вимірюване співвідношенням їхнього золотого вмісту. Валютний паритет — це співвідношення між валютами різних країн, що встановлюється законодавчо. Валютні паритети знаходяться в основі валютних курсів, які інколи відхиляються від паритетів. Якщо при «золотому стандарті» валютні паритети визначалися шляхом співвідношення кількостей грошового металу, яким відповідали грошові одиниці, а за Бреттон-Вудською системою — ще й і співвідношення із доларом, то з 1978 року валютні паритети встановлюються на базі спеціальних прав запозичень (СПЗ). СПЗ являють собою міжнародні резервні кошти, які призначаються для регулювання сальдо платіжних балансів, поповнення офіційних резервів і розрахунків з Міжнародним валютним фондом.